# Seznam představitelů městské části Brno-jih
Seznam představitelů městské části Brno-jih.

## Starostové po roce 1989
| Ve funkci                   | Jméno                 | Strana                                                          |
| 1990 – 1994                 | Jaromír Krejčík       | BEZPP za Svobodné demokraty (volby 1994) NEZÁVISLÍ (volby 1998) |
| 1994 – 1998                 | Jaromír Krejčík       | BEZPP za Svobodné demokraty (volby 1994) NEZÁVISLÍ (volby 1998) |
| 1998 – 1999                 | Jaromír Krejčík       | BEZPP za Svobodné demokraty (volby 1994) NEZÁVISLÍ (volby 1998) |
| 1999 – 2002                 | Mgr. Josef Haluza     | ČSSD                                                            |
| 2002 – 7. 11. 2006          | Mgr. Josef Haluza     | ČSSD                                                            |
| 7. 11. 2006 – 11. 11. 2010  | Mgr. Josef Haluza     | ČSSD                                                            |
| 11. 11. 2010 – 24. 11. 2014 | Mgr. Josef Haluza     | ČSSD                                                            |
| 24. 11. 2014 – 14. 12. 2017 | Mgr. Ing. Daniel Kypr | ANO 2011                                                        |
| 14. 12. 2017 – 12. 5. 2018  | Ing. Zdeněk Rotrekl   | Šance pro jih                                                   |
| 12. 5. 2018 – 15. 11. 2018  | neobsazeno            |                                                                 |
| 15. 11. 2018 – 15. 12. 2022 | Mgr. Josef Haluza     | ČSSD                                                            |
| 15. 12. 2022 – úřadující    | Ing. David Grund      | ODS                                                             |